# Мейлах, Борис Соломонович
Бори́с Соломо́нович Ме́йлах (1909—1987) — советский литературовед, доктор филологических наук, пушкинист. Лауреат Сталинской премии второй степени (1948).

## Биография
Б. С. Мейлах родился 26 июня (9 июля) 1909 год в городе Лепель (ныне Витебской области Белоруссии). В 1931 году окончил литературный факультет МГУ. С 1935 года вёл научную работу в Пушкинском доме. Член ВКП(б) с 1940 года.
Участвовал в работе Пушкинской комиссии АН СССР. Автор ряда фундаментальных, хотя и идеологизированных работ о А. С. Пушкине, в том числе книг «Пушкин и русский романтизм» (1937), «Пушкин и его эпоха» (1958), «Художественное мышление Пушкина как творческий процесс» (1962).
Мейлаху принадлежат также работы о Льве Толстом (в том числе книга «Уход и смерть Льва Толстого», 1960), поэтах-декабристах, общих вопросах литературоведения, психологии художественного творчества.
Подготовил к печати сборники повестей XIX века, сборник «Поэзия декабристов» (Большая серия «Библиотеки поэта», 1950), а также единственный сборник произведений беллетриста 1840-х годов, примыкавшего к натуральной школе, Якова Буткова (1967).
Дети: Мирра (род. 1935) — киновед, была замужем за музыковедом Генрихом Орловым (1926—2007); Михаил (род. 1944) — филолог.
Умер 4 июня 1987 года в Ленинграде. Похоронен на Комаровском кладбище.

## Основные работы
Книги
- «Пушкин и русский романтизм» (1937)
- «Ленин и проблемы русской литературы конца XIX — начала XX веков» (1947, 4-е изд. 1970)
- «А. С. Пушкин. Очерк жизни и творчества» (1949)
- «Пушкин и его эпоха» (М.: Гослитиздат, 1958)
- «Вопросы литературы и эстетики» (1958)
- «А. С. Пушкин: семинарий» (1959)
- «Уход и смерть Льва Толстого» (1960; 2-е изд. 1979)
- «Художественное мышление Пушкина как творческий процесс» (1962)
- «Талант писателя и процессы творчества» (1969)
- «На рубеже науки и искусства: спор о двух сферах познания и творчества» (1971)
- «Жизнь Александра Пушкина» (1974)
- «Талисман: книга о Пушкине» (1975; 2-е изд. 1984)
- «Творчество А. С. Пушкина: развитие художественной системы» (1984)
- «Процесс творчества и художественное восприятие. Комплексный подход: опыт, поиски, перспективы» (1985)
- "Декабристы и Пушкин: страницы героико-трагической истории " (Иркутск, 1987)
- «„Сквозь магический кристалл…“: пути в мир Пушкина» (1990; посм.)

Статьи
- «Вопросы литературы и литературной критики в работах В. И. Ленина» // «История русской критики. Т. 2» (1958)
- «Содружество наук — требование времени» // «Вопросы литературы», 1963, № 11
- «Ещё о „содружестве наук“ в изучении творчества» // «Вопросы литературы», 1965, № 7
- «Предмет и границы литературоведения как науки» // «Вопросы методологии литературоведения» (1966)
- «Психология художественного перевода» // «Русско-европейские литературные связи» (1966)

## Награды
- Сталинская премия второй степени (1948) — за монографию «Ленин и проблемы русской литературы конца XIX — начала XX веков»[2][3]